# Бургвіндгайм
Бургвіндгайм (нім. Burgwindheim) — громада в Німеччині, розташована в землі Баварія. Підпорядковується адміністративному округу Верхня Франконія. Входить до складу району Бамберг. Складова частина об'єднання громад Ебрах.
Площа — 37,35 км2. Населення становить 1288 ос. (станом на 31 грудня 2020).